# 名古屋仏壇物語
名古屋仏壇物語（なごやぶつだんものがたり）は、NHK総合の月曜ドラマシリーズで2002年11月4日～12月16日に放送されたテレビドラマ。

## あらすじ
東京のデパートに勤める桃子（木村佳乃）は、名古屋の仏壇屋「つるかめ屋」の主人だった父が死去したことを知る。桃子は愛人の子であったため、「つるかめ屋」の正妻・雪江（有馬稲子）はショックを受け、義妹の月子（山田昌）、番頭の花代（冨士眞奈美）を引き連れて上京し、遺産相続分の2千万円を渡すことで桃子に縁切りを要求する。桃子は一晩考えた末に受け取りを断ることを決めるが、桃子の叔父で遊び人の仙太郎（杉良太郎）がその2千万円を勝手に持ち出して知人の榎本（斉藤洋介）に貸した上に雲隠れしてしまい、大金を返すすべのない桃子は2千万円を取り戻すまで、仏壇屋に住み込みで働く羽目になる。

## キャスト
- 河合桃子：木村佳乃
- 柴田虎之助：鈴木一真
- 中込初郎：野村宏伸
- 中込月子：山田昌
- 岩代喜久男：上田耕一
- 河合智子：奥貫薫
- 丸山晴彦：遠藤憲一
- 坂下久美：田村たがめ
- 榎本喜八：斎藤洋介
- 田村辰三：下川辰平
- 栗原花代：冨士眞奈美
- 岩代雪江：有馬稲子
- 河合仙太郎：杉良太郎

## テーマ曲
- エンディングテーマ曲「星屑のセレナーデ」森山直太朗

## スタッフ
- 脚本：輿水泰弘
- 音楽：千住明
- プロデュース：銭谷雅義
- 演出：海辺潔　西谷真一

## サブタイトル
1. 華麗なる相続人
2. 私、仏壇売ります!
3. 恋の始まり
4. 私がジュリエット?
5. ふつつかな叔父ですが
6. さようなら、名古屋